# La Blanche et la Noire
La Blanche et la Noire (Die Weiße und die Schwarze) ist ein Gemälde des französisch-schweizerischen Malers Félix Vallotton aus dem Jahr 1913. Das Bild bezieht sich auf Eugène Manets Olympia sowie auf Ingres’ L'Odalisque à l'esclave. Das Gemälde ist Teil der Sammlungen der Hahnloser/Jaeggli Stiftung in der Villa Flora in Winterthur in der Schweiz.
Das Gemälde wurde auch 2013 in der Félix Vallotton gewidmeten Ausstellung Le feu sous la glace im Grand Palais in Paris ausgestellt.

## Bildbeschreibung
Das Bild zeigt eine weiße Frau, die nackt auf einem Bett liegt und die Augen geschlossen hat, während eine Frau mit dunkler Hautfarbe, die auf dem Bett sitzt, bekleidet ist und eine Zigarette raucht, sie beobachtet. Der Bildhintergrund stellt eine annähernd monochrome türkisgrüne nur mit einer Raumecke angedeuteten Atelierwand dar. Dem Betrachter wird eine Diskrepanz zwischen der Hautfarbe und der Entblößung der beiden Frauen präsentiert.

## Deutung
Die vorliegende Interpretation der von Vallotton geschaffenen Szene ist als ambivalent einzustufen. Das Motiv kann sowohl eine lesbische Beziehung zwischen den beiden Frauen darstellen als auch ein Dominanzverhältnis zwischen einer weißen Herrin und ihrem schwarzen Dienstmädchen aufzeigen.
Die in Blau gekleidete, schwarze Frau im Kutschersitz ist mit einer Zigarette im Mund in einer Haltung dargestellt, welche derjenigen eines Mannes entsprechen könnte. Sie strahlt Selbstbewusstsein aus und ist der weißen Frau hierarchisch wohl nicht untergeordnet. Unklar ist die Beziehung der beiden Frauen untereinander. Die Vallotton-Expertin Ursula Perucchi sieht in der provokativ ausgerichteten Zigarette und den geröteten Wangen der liegenden Frau die Situation nach einem gemeinsamen Liebesakt.